# Pachyrhizus panamensis
Pachyrhizus panamensis là một loài thực vật có hoa trong họ Đậu. Loài này được R.T.Clausen miêu tả khoa học đầu tiên.